# トレバー・バービック
トレバー・バービック（Trevor Berbick、1954年8月1日 - 2006年10月28日）は、プロボクサー。ジャマイカのポートアントニオ生まれ。カナダ国籍。元WBC世界ヘビー級王者。

## 来歴
20歳からボクシングをはじめて、わずか11戦(8勝3敗)でジャマイカ代表となりモントリオールオリンピックにヘビー級(81kg超)で出場するが1回戦で銀メダルを獲得するミルチア・サイモンに敗退する。
1976年、カナダでプロデビュー。
1979年、カナダヘビー級タイトルを獲得。
1981年4月11日、ラリー・ホームズの持つWBC世界ヘビー級タイトルに挑戦するが、判定負け。
1981年7月21日、英連邦ヘビー級タイトルを獲得。
1981年12月11日、モハメド・アリと対戦して判定で勝利。アリはこの試合でついに引退。
1985年、全米ヘビー級タイトルを獲得。
1986年3月22日、ピンクロン・トーマスに判定勝ちし、WBC世界ヘビー級タイトルを獲得。
1986年11月22日、マイク・タイソンに2ラウンドTKO負けし、タイトルを失う。
1991年12月22日、UWFインターナショナル両国国技館大会で高田延彦と異種格闘技戦を行った。1R2分52秒、高田のローキックで戦意を喪失し自らリングを降りてしまい、負けとなった。（ただし試合中継を見ると、バービックはこの試合のルールに関して明らかに下半身への蹴りは無いルールで行われるものとして理解していた表情や態度が見て取れ、レフェリーにそのことをアピールしている。高田はそのルールを理解していたか不明だが、後に宮戸などが、そんなルールは無かったと述べている。）

尚、プロレスラーのくいしんぼう仮面の持ちネタの一つであるバービック(脚を蹴られると、へーい！とアピールしながらしゃがみ込んで膝を指差す。客席からはバービックコールが起こる事が多い)は、この事件を大袈裟にオマージュしたものである。
2000年5月、試合に判定で勝利するが、CTスキャンで脳に血栓が見つかりボクサーライセンス抹消で引退。

## 犯罪歴と死
1991年、バービックの元マネージャーだった女性の頭に拳銃を突きつけ金を奪ったとして有罪判決が下される。
1992年、雇っていたベビーシッターを強姦した罪と住宅ローンのために元妻のサインを偽造した罪で計懲役5年の判決が下される。15ヶ月間服役した後、アメリカからの国外強制退去を命じられる。
2002年12月、アメリカへ舞い戻っていたバービックがマイアミで交通違反で逮捕、移民局で1ヶ月間身柄を拘束された後、再び国外強制退去を命じられる。
2006年10月28日、バービックの撲殺死体がジャマイカの教会の中庭で見つかる。犯人としてバービックの18歳の甥と共犯の男が逮捕され、犯行動機は土地の所有権紛争で、凶器は鉄パイプであったと発表がある。その後、甥に終身刑、共犯の男に懲役14年の判決が下された。